# Freirinha-de-cabeça-castanha
Barbudinho-de-cabeça-ruiva ou freirinha-de-cabeça-castanha (nome científico: Nonnula amaurocephala) é uma espécie de ave piciforme da família Bucconidae. Também é conhecida como freirinha-amarelada.
É endémica do Brasil amazônico, onde é conhecida em uma área relativamente pequena a oeste do Rio Negro e ao norte da Amazônia. Seus habitats naturais são mata de igapó sombreada e pântanos subtropicais ou tropicais.
A espécie não foi registrada por muitos anos após sua descrição na década de 1920, não sendo encontrada na natureza desde 1936.

## Descrição
Esta ave possui cerca de 14–15 cm e pesa 15–16 g. Possui grandes tufos nasais ruivos; a cabeça, o pescoço e as partes inferiores são castanho-avermelhado; o dorso, as asas e a cauda são marrom opaco e a barriga é esbranquiçada. Seu bico é preto, com um tom azul-cinzento na base. Sua íris é vermelha. O imaturo é semelhante ao adulto, mas possui a íris marrom.